# Josep de Calassanç Duran i Mimó
Josep de Calassanç Duran i Mimó (Sabadell, 7 de setembre de 1818 - 4 de novembre de 1883) fou un industrial tèxtil i alcalde de Sabadell.

## Biografia
Calassanç Duran s'inicià molt jove a l'empresa del seu pare, l'industrial i alcalde Josep Duran i Sors, i va continuar el negoci familiar en un moment de gran expansió del tèxtil. Duran va ser el primer jutge municipal de Sabadell i des de 1874 va ser alcalde de la ciutat. Durant el seu mandat aconseguí el títol de ciutat per a Sabadell, atorgat per Alfons XII el 1877, la qual cosa comportà la capitalitat del partit judicial i del districte electoral que fins aleshores pertanyia a Terrassa; va emprendre les obres de restauració del santuari de la Salut i impulsà la creació d'un nou cementiri municipal perquè la ciutat havia crescut fins a les portes del vell cementiri del Taulí. Va ser un dels fundadors de la Caixa d'Estalvis de Sabadell, entitat que presidí els anys 1876-77, i com a membre de la junta del Gremi de Fabricants, participà en diverses comissions a les Corts per aconseguir el proteccionisme per a la indústria tèxtil. Va intervenir en la fundació del Teatre Principal i el Cercle Sabadellès, el casino de la ciutat. I durant molts anys va presidir les Conferències de Sant Vicenç de Paül.
L'any 1884, l'ajuntament va prendre l'acord de donar el nom de Calassanç Duran a un carrer de la ciutat.